# Залозецкий, Карл Акинфиевич
Карл Акинфиевич (Акимович) Залозецкий (4 [15] ноября 1798, Меджибож, Подольская губерния — 13 [25] июля 1848, Москва) — российский юрист, ординарный профессор Московского университета. Поляк, вероисповедание римско-католическое. 

## Биография
Первоначальное образование получил в родительском доме, а с 1809 года занимался в училище в городе Бар. По окончании училищного курса, Залозецкий в 1817—1824 годах учился в Кременецком лицее, где за особое прилежание и отличное поведение он получил серебряную и золотую медали и несколько похвальных отзывов.
Окончив курс наук в лицее, Залозецкий поступил в Варшавский университет и в 1827 году удостоился степени магистра прав. В июне 1829 года он был назначен регентом Любартовского округа. Заслуживает внимания свидетельство, выданное ему Любартовским мирным судом, где говорится, что «Залозецкий, будучи назначен регентом гипотеческой канцелярии после нотариусов и гипотечных консерваторов, привел весь архив в порядок личною деятельностью и на собственное иждивение, и что он во время военных действий 10 мая 1831 года, предоставив своё собственное личное имущество истреблению от пожара, заботился только об участи архива, который единственно ему обязан своим спасением, и что Залозецкий в течение всего времени исправления должности регента принимал акты от лиц бедных безвозмездно».
В декабре 1834 года Залозецкий был переведён в Люблин регентом земской губернской канцелярии, и ему поручено было иметь надзор за архивом древних актов Люблинской губернии. Одновременно он состоял преподавателем юридических наук в Люблинской губернской гимназии (до 1840). В 1837 году Залозецкий был определён исправляющим должность подсудка мирового суда Люблинского округа, а в следующем году назначен подпрокуратором при Люблинском гражданском трибунале 1-й инстанции и, кроме того, членом экзаменационной комиссии. Последнюю должность он исполнял безвозмездно. В 1845 году Залозецкий был назначен в Московский университет ординарным профессором на кафедру гражданских законов Царства Польского на юридического факультета. Эту кафедру он занимал до самой смерти, последовавшей от холеры 13 (25) июля 1848 года. 
Область научных интересов: судопроизводство западных губерний России, гражданские законы Царства Польского. Читал курсы «Польское гражданское судоустройство и судопроизводство», «Ипотеческие и нотариальные постановления».